# Gil Antônio Moreira
Gil Antônio Moreira (Itapecerica, 9 ottobre 1950) è un arcivescovo cattolico brasiliano, dal 28 gennaio 2009 arcivescovo metropolita di Juiz de Fora.

## Biografia

### Formazione e ministero sacerdotale
Dopo aver seguito i corsi di scienze e lettere a Divinópolis, ha conseguito il baccalaureato. Dal 1970 al 1973 ha seguito i corsi di filosofia nel seminario maggiore diocesano e, dal 1974 al 1976, quelli di teologia presso la Pontificia Università Cattolica di Belo Horizonte. Dopo essere stato ordinato sacerdote il 18 dicembre 1976, ha conseguito la licenza in Storia della Chiesa presso la Pontificia Università Gregoriana.
Dal 1977 al 1989 ha ricoperto il ruolo di coordinatore diocesano della pastorale vocazionale e, dal 1980 al 1989 quello di rettore del seminario maggiore di Divinópolis, mentre dal 1994 al 1997 è stato rettore del seminario maggiore provinciale di Campo Grande e professore di storia della Chiesa, liturgia e pastorale presso l’istituto teologico di tale arcidiocesi.
All'interno della Conferenza Episcopale Brasiliana è stato rappresentante del clero e presidente regionale dell'organizzazione dei seminari e degli istituti di filosofia e teologia del Brasile. Dal 1997 al 1999 ha svolto l'incarico di sotto-segretario.

### Ministero episcopale
Il 14 luglio 1999 papa Giovanni Paolo II lo ha nominato vescovo ausiliare di San Paolo, assegnandogli la sede titolare di Torre di Mauritania.
Il 16 ottobre 1999 ha ricevuto la consacrazione episcopale dalle mani dell'arcivescovo Alfio Rapisarda, nunzio apostolico in Brasile, co-consacranti l'arcivescovo di San Paolo Cláudio Aury Affonso Hummes e il vescovo emerito di Divinópolis Cristiano Portela de Araújo Pena.
Come vescovo ausiliare ha svolto le seguenti attività: responsabile per i seminari e coordinatore della pastorale vocazionale; coordinatore dell’équipe di formazione dei diaconi permanenti; responsabile per la pastorale giovanile e universitaria; presidente della commissione regionale per i beni culturali della chiesa; membro della commissione episcopale nazionale per i ministeri ordinati e la vita consacrata.
Il 7 gennaio 2004 è nominato vescovo di Jundiaí e prende possesso il 15 febbraio successivo. Dall’aprile 2007 è membro della Congregazione per l'educazione cattolica.
Il 28 gennaio 2009 è nominato da papa Benedetto XVI arcivescovo metropolita di Juiz de Fora.

## Genealogia episcopale e successione apostolica
La genealogia episcopale è:
- Cardinale Scipione Rebiba
- Cardinale Giulio Antonio Santori
- Cardinale Girolamo Bernerio, O.P.
- Arcivescovo Galeazzo Sanvitale
- Cardinale Ludovico Ludovisi
- Cardinale Luigi Caetani
- Cardinale Ulderico Carpegna
- Cardinale Paluzzo Paluzzi Altieri degli Albertoni
- Papa Benedetto XIII
- Papa Benedetto XIV
- Papa Clemente XIII
- Cardinale Enrico Benedetto Stuart
- Papa Leone XII
- Cardinale Chiarissimo Falconieri Mellini
- Cardinale Camillo Di Pietro
- Cardinale Mieczysław Halka Ledóchowski
- Cardinale Jan Maurycy Paweł Puzyna de Kosielsko
- Arcivescovo Józef Bilczewski
- Arcivescovo Bolesław Twardowski
- Arcivescovo Eugeniusz Baziak
- Papa Giovanni Paolo II
- Arcivescovo Alfio Rapisarda
- Arcivescovo Gil Antônio Moreira

La successione apostolica è:
- Vescovo Roberto José da Silva (2019)